# Stegana
Stegana este un gen de muște din familia Drosophilidae.

## Specii[1]
- Stegana acutangula
- Stegana adentata
- Stegana affinis
- Stegana africana
- Stegana annulata
- Stegana annulosa
- Stegana antica
- Stegana antigua
- Stegana antlia
- Stegana aotsukai
- Stegana arcygramma
- Stegana atrifrons
- Stegana atrimana
- Stegana bacilla
- Stegana baechlii
- Stegana belokobylskiji
- Stegana bicoloripes
- Stegana biprotrusa
- Stegana brasiliensis
- Stegana brevibarba
- Stegana brunnea
- Stegana burmensis
- Stegana capillaria
- Stegana castanea
- Stegana cheni
- Stegana chitouensis
- Stegana claudana
- Stegana coleoptrata
- Stegana conformis
- Stegana consimilis
- Stegana convergens
- Stegana crescentica
- Stegana cristimana
- Stegana ctenaria
- Stegana curvinervis
- Stegana dendrobium
- Stegana dentifera
- Stegana dorsolineata
- Stegana earli
- Stegana emeiensis
- Stegana enigma
- Stegana flavifrons
- Stegana flavimana
- Stegana fumipennis
- Stegana furta
- Stegana fuscibasis
- Stegana hirtipenis
- Stegana horae
- Stegana hypoleuca
- Stegana ikedai
- Stegana intermedia
- Stegana interrupta
- Stegana izu
- Stegana kanmiyai
- Stegana lamondi
- Stegana lateralis
- Stegana latipenis
- Stegana leucomelana
- Stegana longibarba
- Stegana longifibula
- Stegana magnifica
- Stegana maichouensis
- Stegana masanoritodai
- Stegana mehadiae
- Stegana meichiensis
- Stegana melanostigma
- Stegana melanostoma
- Stegana minor
- Stegana monochrous
- Stegana monodonata
- Stegana moritha
- Stegana multiclavata
- Stegana nainitalensis
- Stegana nartshukae
- Stegana nigrifrons
- Stegana nigrimana
- Stegana nigripennis
- Stegana nigrita
- Stegana nigrithorax
- Stegana nigrolimbata
- Stegana nigromarginata
- Stegana norma
- Stegana ornatipes
- Stegana pallipes
- Stegana papuana
- Stegana penihexata
- Stegana pililobosa
- Stegana planifacies
- Stegana platypezina
- Stegana plesia
- Stegana prigenti
- Stegana proximata
- Stegana psilolobosa
- Stegana pyinoolwinensis
- Stegana scarabeo
- Stegana schildi
- Stegana scutellata
- Stegana setifrons
- Stegana shirozui
- Stegana sibirica
- Stegana sidorenkoi
- Stegana similis
- Stegana singularis
- Stegana sinica
- Stegana spyrotsakasi
- Stegana stuckenbergi
- Stegana subconvergens
- Stegana subexcavata
- Stegana taba
- Stegana taiwana
- Stegana tarsalis
- Stegana tempifera
- Stegana tenebrosa
- Stegana toyaensis
- Stegana triseta
- Stegana trisetosa
- Stegana undulata
- Stegana unidentata
- Stegana uniformis
- Stegana varicolor
- Stegana varipes
- Stegana watabei
- Stegana wheeleri
- Stegana vietnamensis
- Stegana vittata
- Stegana xiaoleiae
- Stegana xuei
- Stegana yapingi
- Stegana zhangi